# Centrophorus zeehaani
Centrophorus zeehaani  (лат.) — вид хрящевых рыб рода короткошипых акул одноимённого семейства отряда катранообразных. Эти небольшие глубоководные акулы были обнаружены в восточной части Индийского и западной части Тихого океана у побережья Австралии на глубине до 701 м. Размножаются яйцеживорождением. Максимальная зарегистрированная длина — 102,7 см.

## Таксономия
Впервые вид научно описан в 2008 году. Голотип представляет собой взрослого самца длиной 89,3 см, пойманного в  заливе Коффин, Южная Австралия, на глубине 360—600 м в 2005 году. Паратипы: взрослый самец длиной 82,6 см, пойманный к юго-западу от Порта-Линкольн на глубине 360—600 в том же году; взрослые самцы длиной 90,6 см, 85,2 см, 91 см, 87,5 см и 82 см и  неполовозрелые самцы длиной 64,5 см и 50,6 см, пойманные на юго-западе залива Коффин на глубине 360—600 м в том же году.  Родовое название происходит от слов греч. κεντρωτός — «утыканный шипами» и греч. φορούν — «носить», а видовое дано по названию коммерческого судна англ. Zeehaan.

## Ареал
Centrophorus zeehaani встречаются в восточной части Индийского океана и в западной части Тихого океана у побережья Южной Австралии. Эти акулы держатся на глубине от 208 до 701 м.

## Описание
У Centrophorus westraliensis удлинённое тело и рыло. Расстояние от кончика рыла до основания второго спинного плавника равно 62,8—64,8 % от длины тела  и в 8,3—9,8 раз превышает расстояние от второго спинного до хвостового плавника. Расстояние от кончика рыла до основания первого спинного плавника равно 28,3—30,7 % от длины тела. Дистанция между спинными плавниками равна 20—23,7 % длины тела.  Голова длинная и довольно массивная, её длина составляет 23,3—24,3 от длины тела и в 2,5—2,9 раза превышает ширину рта. Ширина головы равна 11,8—13,1 % длины тела. Рыло вытянутое. Расстояние от кончика рыла до рта равно 9,4—10,1 % длины тела. Ширина рта равна 8,3—9,6 % длины тела. Грудные плавники среднего размера, длина переднего края составляет 11,4—12,6 % длины тела и в 2,3—2,8 раз больше протяжённости основания. Длина хвостового плавника по дорсальному краю равна 17,9—20,8 % длины тела. Первый спинной плавник среднего размера, его высота составляет 6—7 % длины тела. У основания спинных плавников расположены крупные шипы. Окрас тёмный. У молодых акул края спинных плавников окантованы чёрным. У взрослых акул она менее выражена. Верхние зубы намного меньше нижних, они имеют вертикальный постав, слегка скошены лишь боковые зубы. Кожу покрывают плоские, не перекрывающие друг друга плакоидные чешуйки с зазубренными краями. Количество позвонков  114—117.
Максимальная зарегистрированная длина составляет 102,7 см.

## Биология
Centrophorus westraliensis размножаются яйцеживорождением. Длина двух известных неполовозрелых самцов составляла 50,6 см и 64,5 см. При длине 82 см самцы достигают половой зрелости.

## Взаимодействие с человеком
Centrophorus westraliensis не представляют опасности для человека. Подобно прочим глубоководным акулам со схожим жизненным циклом они, вероятно, чувствительны к перелову. Международный союз охраны природы ещё не оценил статус сохранности данного вида.